# Pahlawan Mahmud

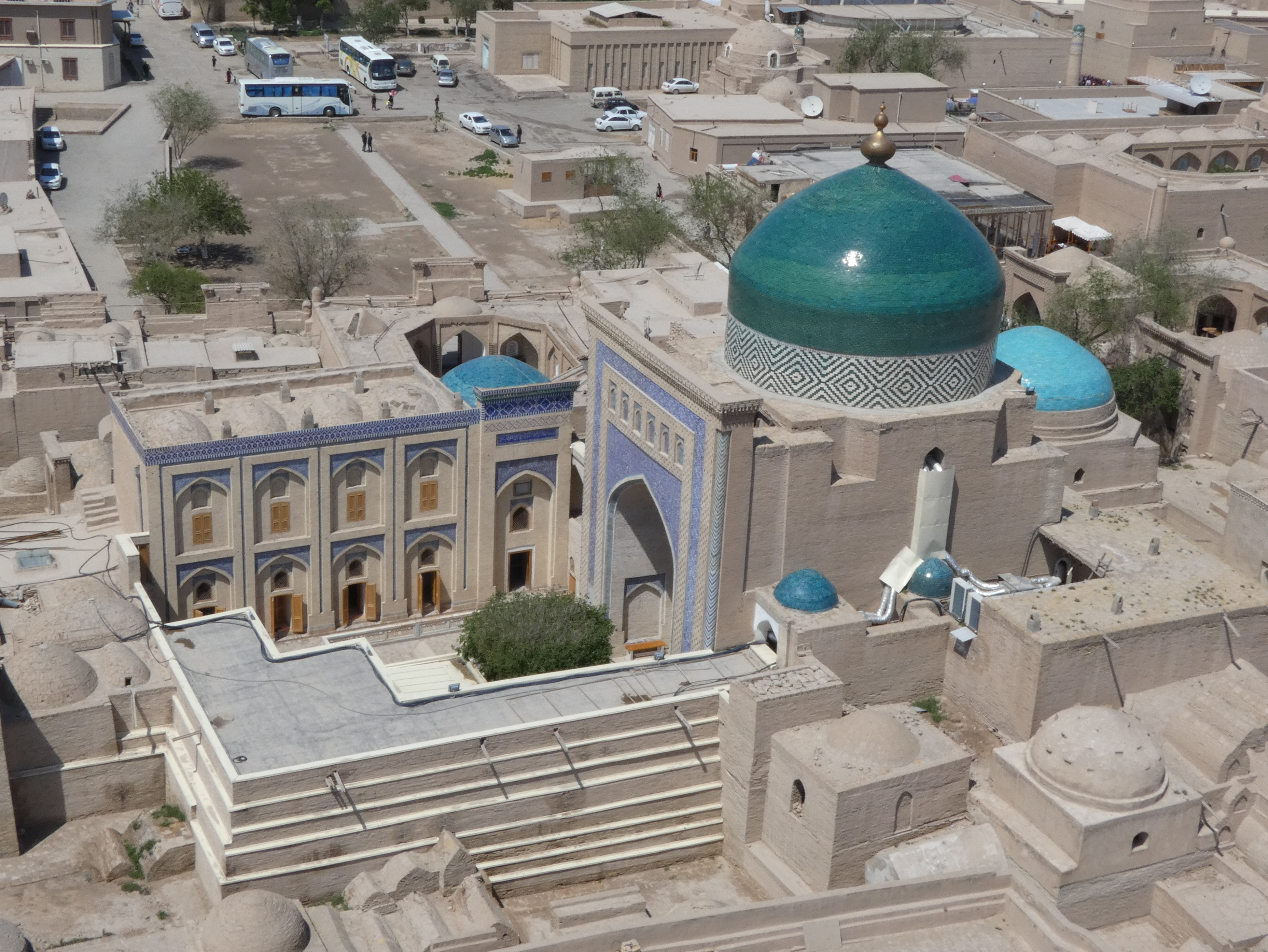
Die Gedenkstätte Pahlawan Mahmud mit Khanqah mit blauer Kuppel

Pahlawan Mahmud (* 1247; † 1326), Sohn eines Kürschners, war ein Iranisch choresmischer Ringer, Dichter-Philosoph und Sufi-Lehrer, der als Heiliger verehrt wird. Seine Grabstätte wurde im Laufe von Jahrhunderten als Gedenkstätte Pahlawan Mahmud aufgebaut und ist das kulturelle Zentrum der heute in Uzbekistan liegenden Stadt Chiwa beziehungsweise deren historischer Altstadt Ichan Qalʼа und herausragender Teil des UNESCO-Welterbes. Pahlevan Vali, wie er von der Bevölkerung Irans (Persiens) zu der Zeit der mongolischen Besatzung genannt wurde, dichtete auf seiner Muttersprache Persisch ganze Bücher, von denen heute noch Gedichte und Verse in den Zurkhanehs Irans vor und während den Ringübungen rezitiert werden.

## Leben und Wirken
Pahlawan Mahmud lebte in den Jahren der mongolischen Herrschaft über Zentralasien. Sowohl als professioneller Ringer als auch als Dichter-Philosoph erlangte er seinerzeit große Berühmtheit. Vor allem aber soll er ein hochrangiger Sufi-Lehrer gewesen sein. Eine Biografie von Bacha ad-Din Naqshband beschreibt ein Treffen des Scheichs mit Schülern Pahlawan Mahmuds.
Eine Besonderheit der Schule Pahlawan Mahmuds war die Erziehung des Geistes der Schüler durch den Kampfsport Ringen, eine Disziplin, mit der er sich bis nach Persien und Indien einen Namen gemacht hatte: sowohl auf Persisch wie auch Alt-usbekisch (Tschagatay) und Hindi ist Pahlavan/پهلوان (andere Schreibweise Palvan/پلوان) ein Ringer, Held, Champion.
1326 starb Pahlawan Mahmud in seiner Werkstatt in Chiwa, wo man ihn auch beisetzte. In den folgenden Jahrhunderten entstand um das Grab des als Heiligen verehrten Pahlawan Mahmud ein Friedhof. 1810 ließ der Khan Chiwas Muhammad Rahim I. (Regierungszeit 1806 bis 1825) die Grabstätte um- und ein Mausoleum neubauen. Dieses wurde zentrale Stätte der Nekropole der Khane von Chiwa.